# Sebastian Boháč
Sebastian Boháč (* 27. červenec 2002) je český fotbalový záložník a hráč MFK Karviná.

## Klubová kariéra
Sebastian Boháč s fotbalem začínal v Hlučíně, ale v mládeži přešel do ostravského Baníku. V jeho dresu debutoval v první lize, když odehrál 15 minut v Plzni.

### MFK Karviná
V létě 2022 zamířil na hostování do Karviné, které se díky přesvědčivým výkonům a postupu mužstva do nejvyšší soutěže po roce změnilo v přestup.